# ヴィクトル・ピカイゼン
ヴィクトル・アレクサンドロヴィチ・ピカイゼン（ロシア語: Виктор Александрович Пикайзен；ラテン文字転写例:Viktor  Aleksandrovich Pikaĭzen、1933年2月15日 - 2023年7月6日）は、ソビエト連邦出身のヴァイオリン奏者。

## 経歴
1933年、ウクライナ社会主義ソビエト共和国・キエフで生まれた。5歳でヴァイオリンをはじめ、1941年から1944年までキエフ音楽院でヴァイオリンを学んだ。その後、グネーシン音楽学校でダヴィッド・オイストラフのクラスに入り、モスクワ音楽院でもオイストラフの薫陶を受けた。1949年のヤン・クーベリック・コンクール、1955年のエリザベート王妃国際音楽コンクール、1957年のロン＝ティボー国際コンクール、1958年のチャイコフスキー国際コンクールのそれぞれに2位入賞を果たし、1965年のパガニーニ国際コンクールで優勝した。
1966年から1986年まで母校のモスクワ音楽院で教鞭をとり、1993年からトルコのアンカラ音楽院の教授を務めた。2006年にはモスクワ音楽院に戻り、再び母校で後進の指導を長く続けた。
2023年、ニューヨークにて死去。